# Сања Моравчић
Сања Моравчић (Суботица 5. август 1974) је српска гласовна глумица. Глуму је завшила на Академији умјетности у Новом Саду 1998. године у класи професора Радета Марковића.

## Каријера
Играла је у представама међу којима су режије Љубише Ристића, Наде Кокотовић, Хариса Пашовића, Радета Шербеџије, Душана Петровића, Кокана Младеновића и др.Учествовала је на Њорксхопу Минд & Бодy, код господина Мин Танаке. Говори енглески језик. Снимила је неколико реклама и синхронизовала цртане филмове за Канал Д и Маркони.

### Позориште
НАРОДНО ПОЗОРИШТЕ СУБОТИЦА
- Д. Јовановић: Ослобођење Скопја
- Б. Нушић: ''Народни посланик''
- В. Шекспир: Ричард III
- Д. Киш: Миса у а - молу
- Л. де Вега: Фуенте Овехуна - Лавренција Јудита
- А. П. Чехов: ''Галеб'' - Нина
- А. П. Чехов: Вишњик-Ања
- Боргесон, Лонг, Сингер: Сабрана дела Виљема Шекспира - Ема
- М. Пелевић: Лер - Дејана
- Непознати аутор: Венецијанка- Анђела
- Н. Сајмон: Апартман - Дајана, Мили
- Т. Вилијамс: Трамвај звани жеља - Стела
- Б. Нушић: ''Ожалошћена породица'' - Вида
- Н. Сајмон: Гласине - Куки Кузак
- Ш. Стивенсон: Сећање воде - Мери
- Г.Стефановски: Демон из Дебармале - Мара
- В. Шекспир: Јулије Цезар - Порција, Брутова жена
- Анте Томић: Чудо у Поскоковој Драги-Мирна
- Аристофан: Жене у народној скупштини-Трећа жена
- Према мотивима Фредерика Нота: Чекај до мрака-гђица Роут
- Људмила Разумовска: Кући -анђео
- Реј Куни: Два у један-Памела Вили
- Бранислав Нушић: ''Сумњиво лице''-Лекса Жуњић, среска шпијунка
- Трејси Летс: Август у округу Осејџ-Ајви Вестон
- Аристофан: Лисистрата-Лампита
- Јован Стерија Поповић: ''Зла жена''-Пела
- Мартин Макдона: Сакати Били са Инишмана-Ајлин
- Кен Лудвиг: Месец изнад Бафала - Шарлот
- Александар Поповић: Кус петлић - Селена Сеја Батрићева
- Коста Трифковић: Избирачица - Јеца[1]

### Филмографија
| Год.  | Назив             | Улога               |
| ----- | ----------------- | ------------------- |
| 1997. | Покондирена тиква |                     |
| 2010. | Куку васа         | Медицинска сестра   |
| 2020  | Дара из Јасеновца | Дијана Будисављевић |
| 2020. | Убице мог оца     | Ирена               |
| 2022. | Мочвара (серија)  | Драга               |

## Улоге у синхронизацијама
| Година | Цртани                                       | Лик                     |
| ------ | -------------------------------------------- | ----------------------- |
| 2007.  | Нануков велики лов (Канал Д)                 |                         |
| 2007.  | Мачак Феликс у другој димензији (Маркони)    | све женске улоге        |
| 2007.  | Василиса Прекрасна                           | све женске улоге        |
| 2007.  | Необичне пустоловине господина магичне птице | све женске улоге        |
| 2008.  | О богу Ганешу 1                              | Парвати                 |
| 2008.  | О богу Ганешу 2                              | Зека                    |
| 2008.  | Кришна                                       | Деваки, Јашода          |
| 2008.  | Кришна - Крадљивац бутера (Канал Д)          | Јашода, додатни гласови |
| 2008.  | Невидљиви човек                              | Линда, Ђина итд.        |

## Награде
- Награда стручног жирија за улогу Стеле у представи „Трамвај звани жеља", 2009.